# 1660 en science
| Années de la science : 1657 - 1658 - 1659 - 1660 - 1661 - 1662 - 1663    |
| Décennies de la science : 1630 - 1640 - 1650 - 1660 - 1670 - 1680 - 1690 |

Cet article présente les faits marquants de l'année 1660 en science.

## Événements
- 28 novembre : fondation à Oxford  du college for the promoting of physico-mathematical experimental learning à l'origine de la Royal Society par douze membres de l'Invisible College dont Christopher Wren, William Brouncker, Robert Boyle, John Wilkins et Robert Moray[1].

## Publications
- Isaac Barrow publie en anglais l'édition complète des Éléments d'Euclide.
- Robert Boyle : New Experiments Physico-Mechanical, Touching the Spring of the Air, and its Effects (Nouvelles expériences physico-mécaniques concernant l'élasticité de l'air), son travail sur les propriétés de l'air qui contient la loi de Boyle qui décrit la relation inverse entre le volume et la pression dans un gaz[2].
- John Evelyn : Fumifugium, premier traité sur la pollution et ses effets sur la santé.
- Jean François : Traité des influences célestes, 1660, Rennes (réfutation de l'astrologie judiciaire).
- John Ray : Catalogus plantarum circa Cantabrigiam nascentium sur la flore du comté de Cambridge.
- Le Klencke Atlas est offert au roi de Charles II d'Angleterre

## Naissances

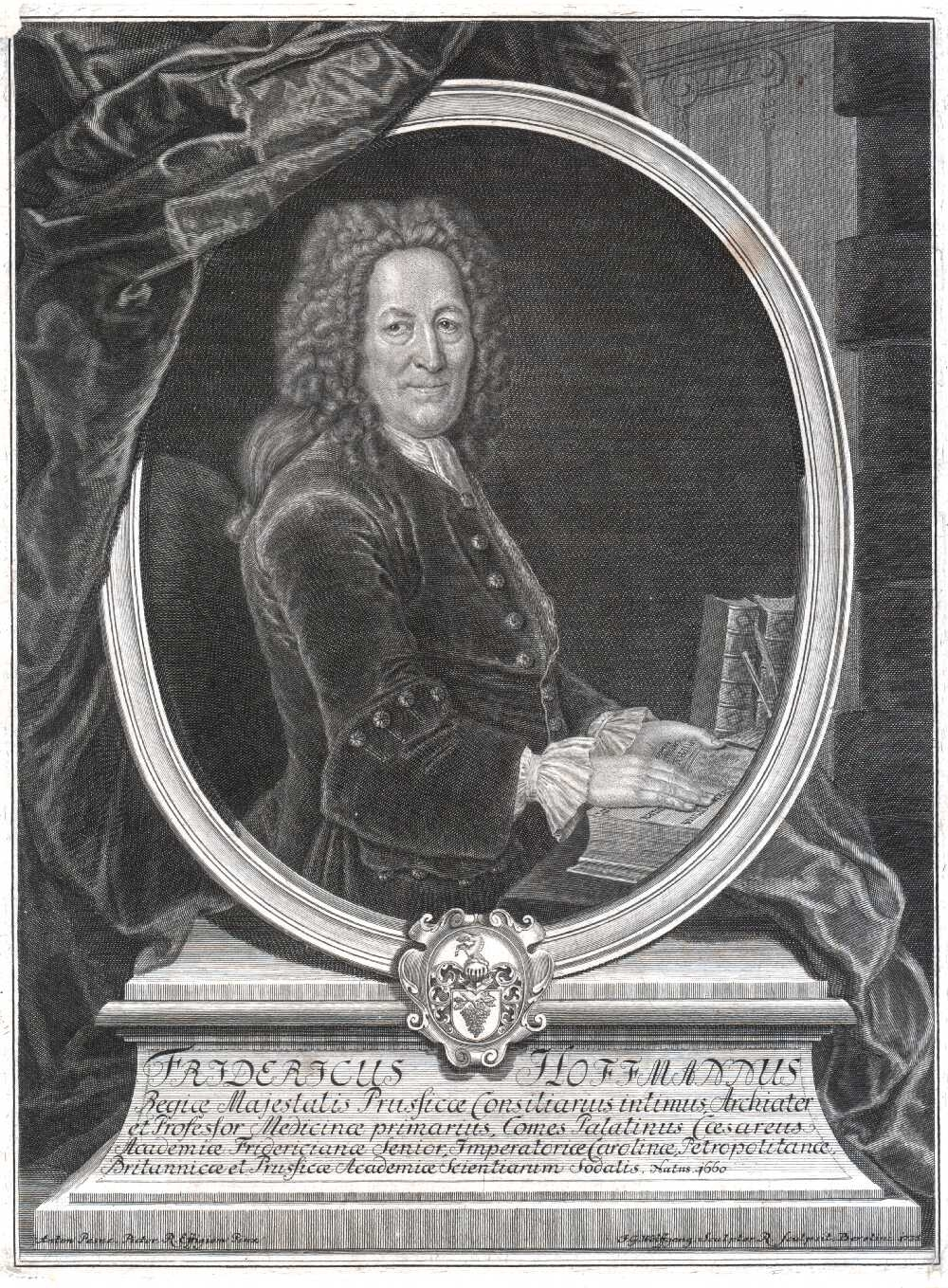
Friedrich Hoffmann

- 19 février : Friedrich Hoffmann (mort en 1742), médecin et chimiste allemand.
- 15 mars : Olof Rudbeck le Jeune (mort en 1740), explorateur et naturaliste suédois.
- 16 avril : Hans Sloane (mort en 1753), médecin, naturaliste et collectionneur irlandais.
- 18 avril : Louis Éconches Feuillée (mort en 1732), explorateur, botaniste, géographe et astronome français.
- 22 octobre : Georg Ernst Stahl (mort en 1734), chimiste allemand.
- 7 novembre : Thomas Fantet de Lagny (mort en 1734), mathématicien français.

- Edward Lhuyd (mort en 1709), naturaliste gallois.

## Décès
- 15 mars : Louise de Marillac (née en 1591), l’initiatrice des soins à domicile.
- 29 mai : Frans van Schooten (né en 1615), mathématicien néerlandais qui est connu pour avoir popularisé la géométrie analytique de René Descartes.
- 30 juin : William Oughtred (né en 1574), mathématicien et théologien britannique.
- 6 août : Giovanni Battista Hodierna (né en 1597), astronome italien.
- 21 ou 22 août : Claude Mylon (né en 1615), mathématicien français.
- 22 décembre : André Tacquet (né en 1612), prêtre jésuite et mathématicien brabançon.

- Thomas Urquhart (né en 1611), écrivain, traducteur et statisticien écossais.